# One of These Days (Paul McCartney)
One of These Days è un brano musicale di Paul McCartney pubblicato sul suo album McCartney II del 1980.

## Il brano
Ultima traccia dell'LP, One of These Days è in netto contrasto con il resto delle canzoni dell'album: mentre le precedenti sono esperimenti di musica elettronica, questa è una ballata acustica. Paul McCartney ha ricordato che l'ispirazione per il brano arrivò quando dei fedeli della divinità indù Hare-Krishna lo incontrarono; il testo è ispirato alla loro filosofia di vita, nella quale, secondo l'autore del pezzo, si possono identificare molte persone. La melodia, "gentile", è stata anch'essa ispirata dall'incontro, dato che le persone erano "molto gentili". La composizione del pezzo avvenne nello studio di registrazione, nel quale il polistrumentista si recò dopo aver parlato con i fedeli. È stato fatto notare che One of These Day ricorda più un pezzo composto a Rishikesh ed ispirato dallo stage che si svolgeva in quel luogo, durante il soggiorno dei Beatles in India, che una canzone scritta e registrata nell'estate 1979, più esattamente tra giugno e luglio, negli studi casalinghi a Peasmarsh, nell'Est Sussex. Inoltre, il testo parla del piacere della libertà e dell'aria fresca; ironicamente, poco tempo dopo, McCartney venne arrestato in Giappone per possesso di cannabis. AllMusic ha dato al pezzo un voto di 3,5 stelle. La traccia non è mai stata inclusa in altri album al di fuori di McCartney II, né è stata eseguita dal vivo.

## Formazione
- Paul McCartney: voce, chitarra acustica[1]